# Belägringen av Port Arthur
Belägringen av Port Arthur (japanska:  旅順攻囲戦, Ryojun Kōisen; ryska: Оборона Порт-Артура, Oborona Port-Artura) utspelades mellan den 1 augusti 1904 och 2 januari 1905 under rysk-japanska kriget. Striderna slutade med att den ryska garnisonen kapitulerade för japanerna efter en över fem månader lång belägring. Erövringen av Port Arthur och den förkrossande segern i sjöslaget vid Tsushima bidrog tillsammans till att avgöra kriget till japanernas fördel.

## Bakgrund
Under första kinesisk-japanska kriget erövrade japanerna Liaodonghalvön med hamnstaden Port Arthur. I det följande fredsfördraget i Shimonoseki avträdde sedan Kina området till Japan. Ryssland, som inte ville se en alltför stor rubbning maktbalansen, tvingade dock japanerna att återlämna området redan samma år. Även om Liaodong formellt återgavs till kineserna så ”lånade” Ryssland tillsvidare halvön.
Ryssarna brukade sedan hamnen som örlogsbas för sin stillahavsflotta och lade ned betydande resurser på dess försvar. Vid krigsutbrottet 1904 räknades Port Arthur därför som en av de starkast befästa platserna i världen. Den första försvarslinjen utgjordes av en serie befästa kullar som gick i en 32 km lång halvcirkel kring staden. Befästningarna länkades samman av ett nät av skyttegravar, skyddade av svåröverkomliga taggtrådshinder.

### Krigsutbrottet
Striderna om hamnstaden inleddes den 8 februari 1904, då japanska torpedbåtar genomförde ett överraskningsanfall mot örlogsfartygen i Port Arthurs hamn. Två ryska slagskepp skadades men den övriga flottan klarade sig relativt oskadd. Japanerna planerade vidare att stänga in de ryska fartygen i hamnen genom att blockera utloppet. Då infarten till hamnen var långsmal och grund försökte de vid upprepade tillfällen att nattetid segla in fraktfartyg lastade med betong och sprängmedel. Dessa skulle i självmordsanfall detonera och blockera utloppet. Snart blev det dock uppenbart för japanska flottan att en sjöblockad inte räckte för att betvinga Port Arthur. Slutsatsen blev att staden var tvungen att intas från landsidan av armén.
Försvaret leddes av den ryske generallöjtnanten Anatolij Stössel, som hade drygt 50 000 soldater och sjömän till sitt förfogande. Utöver garnisonen uppgick stadens civilbefolkning till mellan 30 och 40 000 personer. Under veckorna före belägringen förstärktes försvaren ytterligare. Man led brist på betong och taggtråd och blev därför tvungen att improvisera med telegraftrådar. Minor lades och kommunikationerna mellan försvarsverken förbättrades genom installationen av ett flertal telefonlinjer. Trots detta trodde Stössel inte att japanerna på allvar kunde hota staden och såg till att fästningens livsmedelsförråd utdelades till de ryska fältarméerna. Detta betydde att det inte skulle finnas mat nog åt de nära 87 000 personerna som uppehöll sig innanför vallarna i händelse av en belägring.
Samtidigt trängde den japanska 1:a armén under Kuroki Tamemotos befäl, in i Manchuriet och besegrade en underlägsen rysk styrka vid Yalufloden. Efter segern landsteg Yasukata Okus 2:a armé på Liaodonghalvön och skar av Port Arthurs förbindelse med de ryska trupperna Manchuriet. En rysk undsättningsstyrka besegrades vid Te-li-Ssu den 15 juni, varefter staden inneslöts av japanerna. Uppgiften att erövra flottbasen gavs till den 90 000 man starka 3:e armén under Maresuke Nogis befäl.

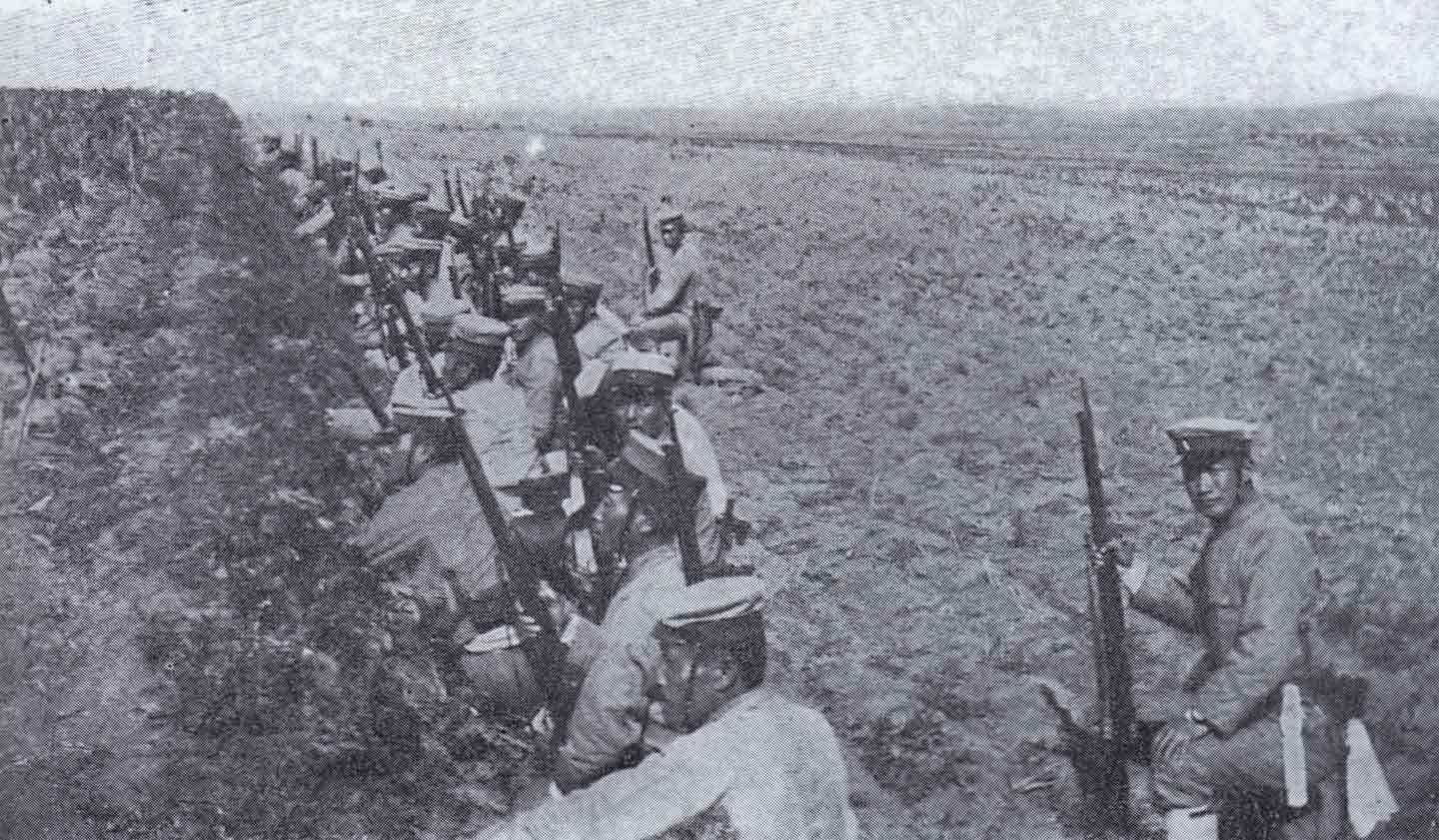
Japanska soldater förbereder sig för att storma en rysk försvarsställning. Inledningsvis använde sig japanerna av enorma frontalanfall för att bryta de ryska försvaren. Man betonade vikten av överlägsen moral för att uppnå seger och kallade soldaterna för niku-dan (“mänskliga projektiler”). Anfallen vållade dock enorma förluster bland de framryckande trupperna, varför de snart övergavs.

## Inledande anfall
I början av augusti hade 3:e armén intagit ett gott utgångsläge för anfall. Nogi planerade att först erövra höjderna nordost om Port Arthur genom en snabb och avgörande stormning. Den japanska arméledningen hade emellertid fått mycket bristfällig information gällande de ryska befästningarnas styrka, och förväntade sig därför att försvarsverken skulle erövras med lätthet. Nogi beordrade därför att ställningarna skulle intas genom ett frontalanfall. Efter ett 15 timmar långt artilleribombardemang satte sig det japanska infanteriet i rörelse mot de ryska skyttegravarna.
Vid halv åtta-tiden skedde en plötslig förändring i väderleken och det tidigare milda vädret förbyttes mot hällande regn. De genomblöta  infanteristerna kämpade sig ändå fram genom mörkret och leran mot de fientliga ställningarna. För att kunna ta sig fram till de ryska linjerna blev anfallarna tvungna att gå över Taifloden, men trots att ingenjörstrupper lyckades spränga dammbyggnaden, och därmed  frigjort flodens vattenmassor, så blev övergången besvärlig för japanerna och många soldater drunknade.
Större delen av trupperna lyckades till slut ta sig fram till foten av höjderna. Försvararna använde sig dock effektivt av strålkastarna på flottans fartyg för att koncentrera kulsprute- och artillerield mot de framryckande japanerna. Efter att ha lidit svåra förluster körde stormningen fast. Följande dag gjorde japanerna ett nytt försök att erövra höjden, som till slut föll efter hårda man mot man-strider. Den andra höjden intogs dagen efter. Anfallen hade då  kostat över 3 000 japanska soldater livet.

## Höjd 174
Japanernas nästa mål var att erövra höjderna kring Wantaidalen, för att sedan ta sig över muren som omgav staden. Anfallet började den 19 augusti då 80 000 japanska soldater stormade höjd 174. Japanerna avancerade i fullt dagsljus och lyckades, trots enorma förluster, att ta sig förbi taggtrådshindren och etablera ett brohuvud på den norra sluttningen. Ryssarna kämpade hårdnackat för varje meter terräng men drevs sakta tillbaka. Japanerna erövrade de två första av ryssarnas skyttegravslinjer, men hejdades slutligen vid den tredje. Efter blodiga strider intogs slutligen höjderna men våldsamma drabbningar rasade fortfarande. När dammet lagt sig hade nära 16 000 japaner antingen dödats, sårats eller tillfångatagits. Det japanska 7:e infanteriregementet hade bara 200 stridsdugliga män kvar från en ursprunglig styrka på 1 800 soldater. Trots de skyhöga förlusterna hade anfallarna endast intagit de svagaste ryska ställningarna.

## Striderna om höjd 203

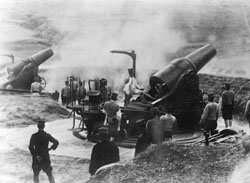
Japanska 28 cm haubitsar under belägringen. De japanska tunga kanonerna spelade en central roll vid intagandet av de ryska ställningarna kring Port Arthur.

Någon regelrätt belägring av flottbasen inleddes inte förrän den 25 augusti. Förstärkningar och materiel anlände från Japan och sakta men säkert erövrades ställning efter ställning. I slutet av september ökade trycket på Nogi att inta Port Arthur innan den ryska östersjöflottan hann anlända till Stilla havet. Ryssarna hade fortfarande starka fältarméer norr om staden, och den utdragna belägringen hade endast tjänat till att binda upp trupper som behövdes på andra frontavsnitt. Samma månad anlände de tunga 28 cm haubitsarna från Japan och bombardemanget av befästningarna upptogs med förnyad intensitet. I samband med beskjutningen arbetade japanska sappörer febrilt med att försöka spränga en bräsch genom försvarsverken.
Den viktigaste ryska försvarsställningen var belägen på två bergstoppar och kallades för höjd 203. Topparna sågs som nyckeln till fästningen och var kraftigt befästa med varsitt bepansrat citadell och dubbla skyttegravslinjer. Japanerna kastade sig åter fram mot de ryska ställningarna och möttes av en mördande eld från artilleri och kulsprutor. Anfall och motanfall avlöste varandra och ställningarna bytte ägare ett flertal gånger. Efter hårda strider med begränsade resultat, trots stor manspillan, beslöt sig japanerna för att ändra taktik. 
Infanteriets massanfall övergavs i förmån för ett längre artilleribombardemang, och under de följande dagarna regnade över 1 000 granater över de ryska befästningarna, som sakta sköts i bitar. Klockan 10:30 den 5 december föll höjderna i japanska händer. Stormningen hade kostat japanerna 14 000 döda och sårade medan ryssarna förlorade 6 000 man. Efter striderna användes topparna som artilleriställningar där japanerna placerade sina tunga kanoner. Höjderna erbjöd en utmärkt överblick över flottbasen och gav anfallarna möjlighet att bombardera de ryska örlogsfartygen i Port Arthurs hamn.

## Fästningen kapitulerar
Vid mitten av december stod det klart att Port Arthur inte skulle kunna hålla stånd mycket längre. Livsmedelsbristen hade blivit akut och sjukdomar bräserade bland de undernärda soldaterna. Trots detta vägrade fortfarande större delen av officerarna att kapitulera och det blev ofta gräll bland manskapet. mot slutet av månaden hade japanerna erövrat större delen av den yttre försvarslinjen. Den 1 januari skickade Stössel ut en officer för att förhandla med Nogi om kapitulationsvillkor. Man kom överens om att de kvarvarande ryska soldaterna skulle gå i krigsfångenskap medan officerarna fick välja mellan att följa manskapet i fångenskapen eller att bli frigivna.

## Följder
Segern kostade japanerna mellan 60 och 90 000 stupade. Omkring hälften av dessa dukade under av olika sjukdomar som Beriberi, orsakad av otillräckliga matransoner. De ryska förlusterna uppgick till cirka 30 000 man. Kriget pågick i ytterligare sju månader tills de ryska land- och sjöstridskrafterna var grundligt besegrade.

## Bilder från slagfältet

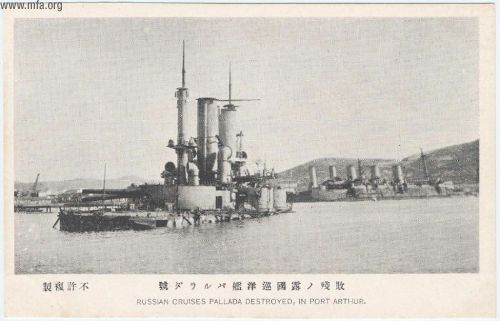
Vraket efter det ryska slagskeppet Poltava i Port Arthurs hamn.
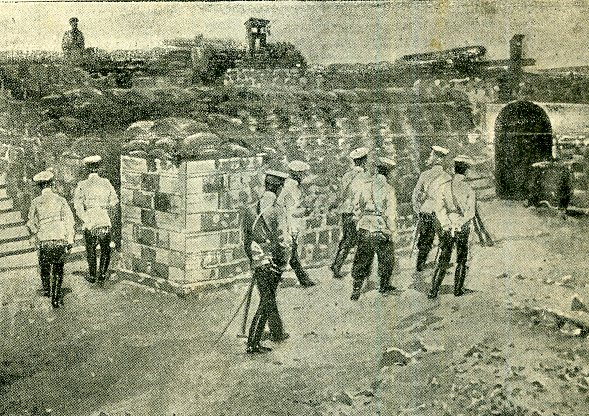
Stössel inspekterar Port Arthurs befästningsverk.
Ryska officerare beskådar de japanska anfallen från sina ställningar.
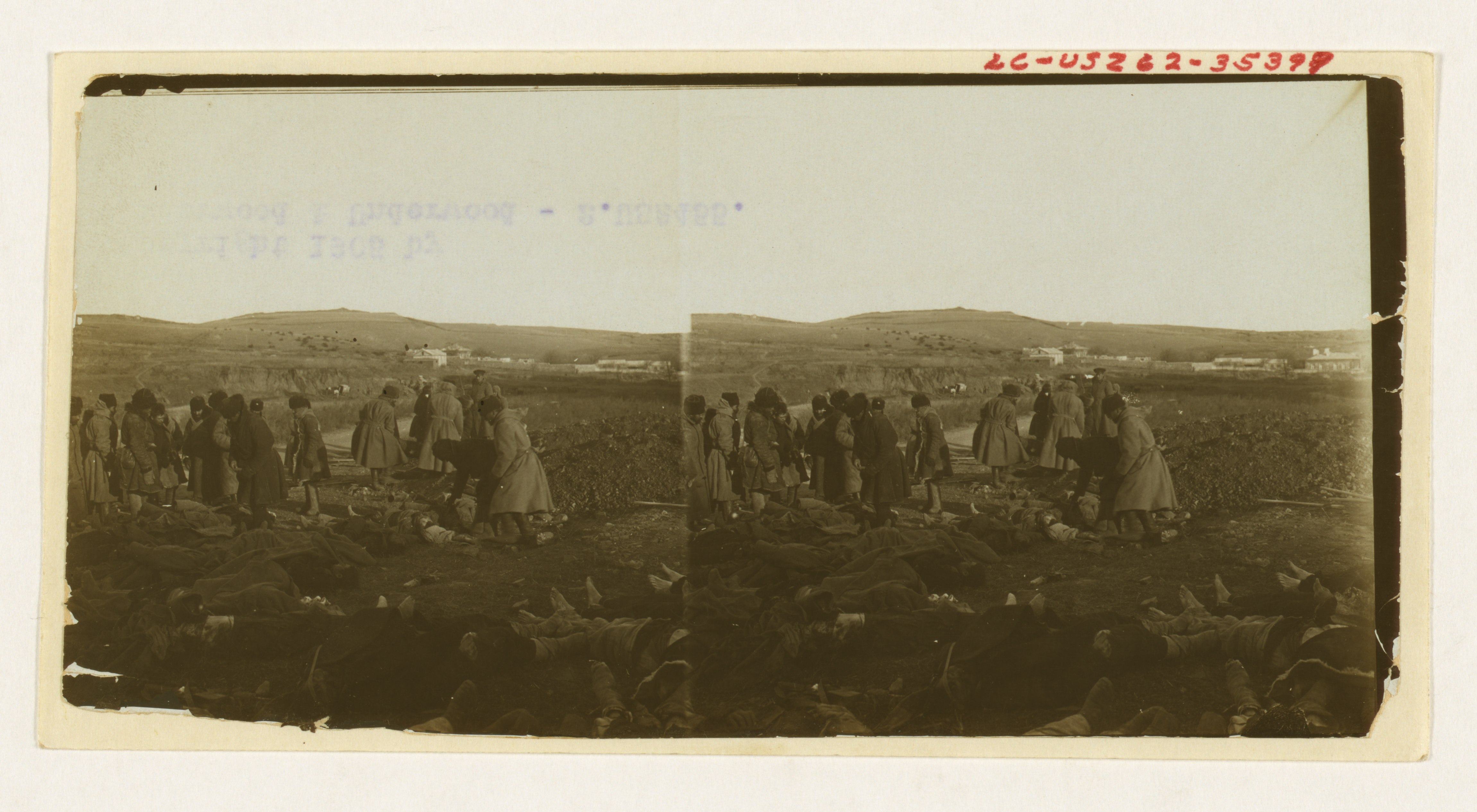
Liken efter ryska soldater i väntan på begravning efter striderna.
Rysk skyttegrav under belägringen.
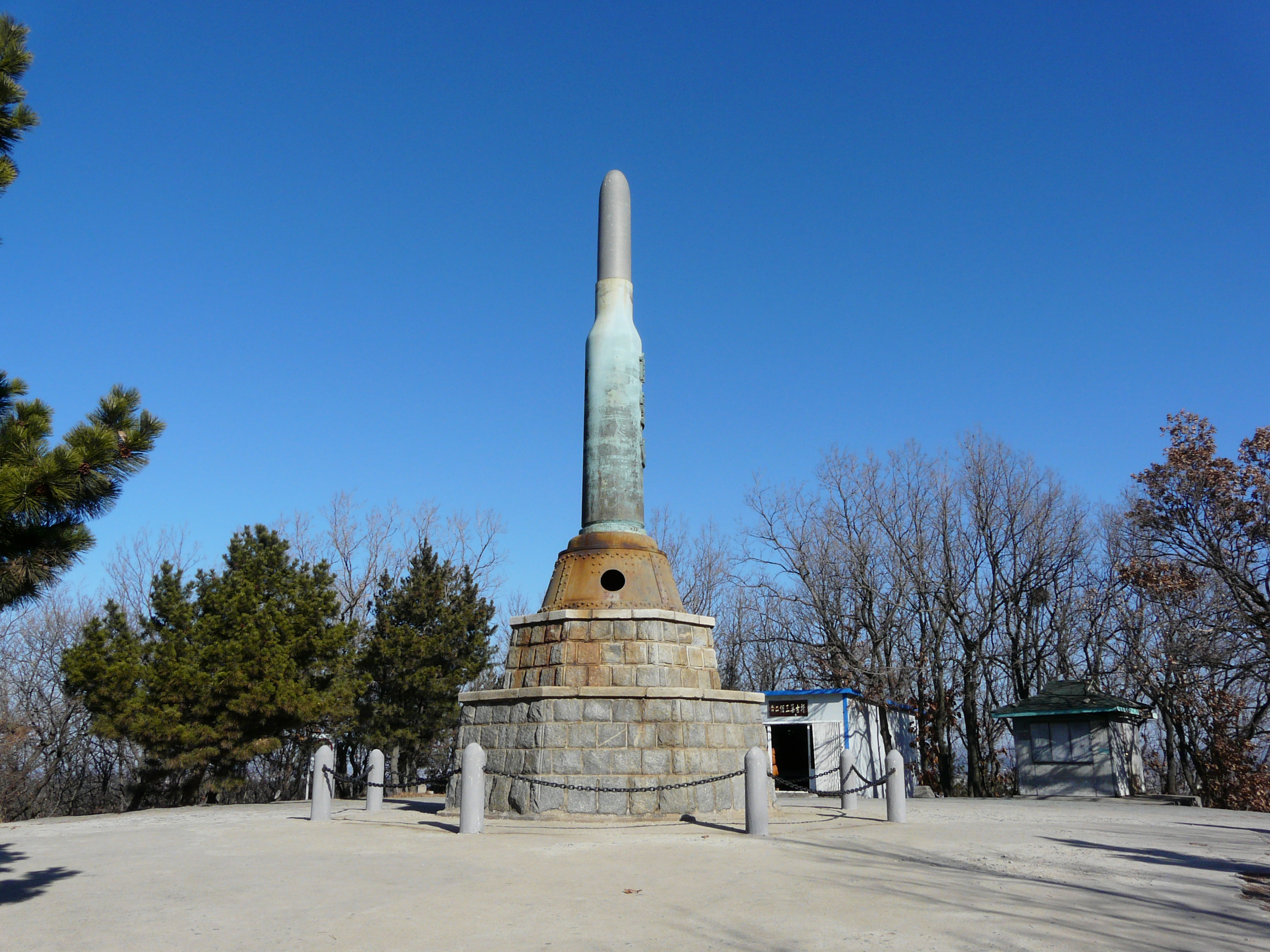
Monument på höjd 203.

## Slaget i media
- Belägringen, särskilt striderna om höjd 203, skildras i den japanska krigsfilmen Kulle 203 från 1980.

### Webbkällor
- http://warfarehistorynetwork.com/daily/military-history/baiting-the-russian-bear-the-siege-of-port-arthur/
- https://militarhistoria.se/artiklar/rysk-japanska-kriget-1904-05